# Église Saint-Germain de Villeneuve-la-Guyard
L'église de Villeneuve-la-Guyard est une église située à Villeneuve-la-Guyard, en France.

## Localisation
L'église est située dans le département français de l'Yonne, sur la commune de Villeneuve-la-Guyard.

## Historique
La construction de l'église a débuté au XIIe siècle pour s'achever au XVIe siècle, époque où le bourg alors dépendance de Chaumont devint une ville.
L'édifice est inscrit au titre des monuments historiques en 1926.
En 2008, le clocher menaçant de s'effondrer, des travaux de réfection sont effectués.